# ورزشگاه یادگار امام (قم)
استادیوم یادگار امام یک ورزشگاه چند منظوره در شهر قم است. استفاده اصلی این ورزشگاه بازی‌های فوتبال است. این ورزشگاه از پیست دو و میدانی ۸ خط با رویه «تارتان» نیز برخوردار است. این استادیوم در تاریخ ۲۴ بهمن ۱۳۸۵ افتتاح شده‌است.